# 生殖细胞
生殖细胞（英語：germ cell）是進行有性生殖的生物體在產生配子的過程中任何一個細胞的總稱。在許多動物中，原始生殖細胞源自於胚胎的原線，並經由卵黃囊區（yolk sac）遷移至原基性腺的生殖嵴（genital ridge），並與它作用形成初級性索（primary sex cord）。接著他們會開始進行減數分裂，最終形成成熟的配子，例如：精子、卵细胞。植物不像動物一樣在胚胎發育時就有生殖細胞，取而代之的，他們的生殖細胞可以由成體體細胞轉變而來（例如开花植物中花的分生组织）。

## 外部連接
- 醫學主題詞表（MeSH）：Germ+Cells
- Primordial Germ Cell Development